# Wodnicha biała

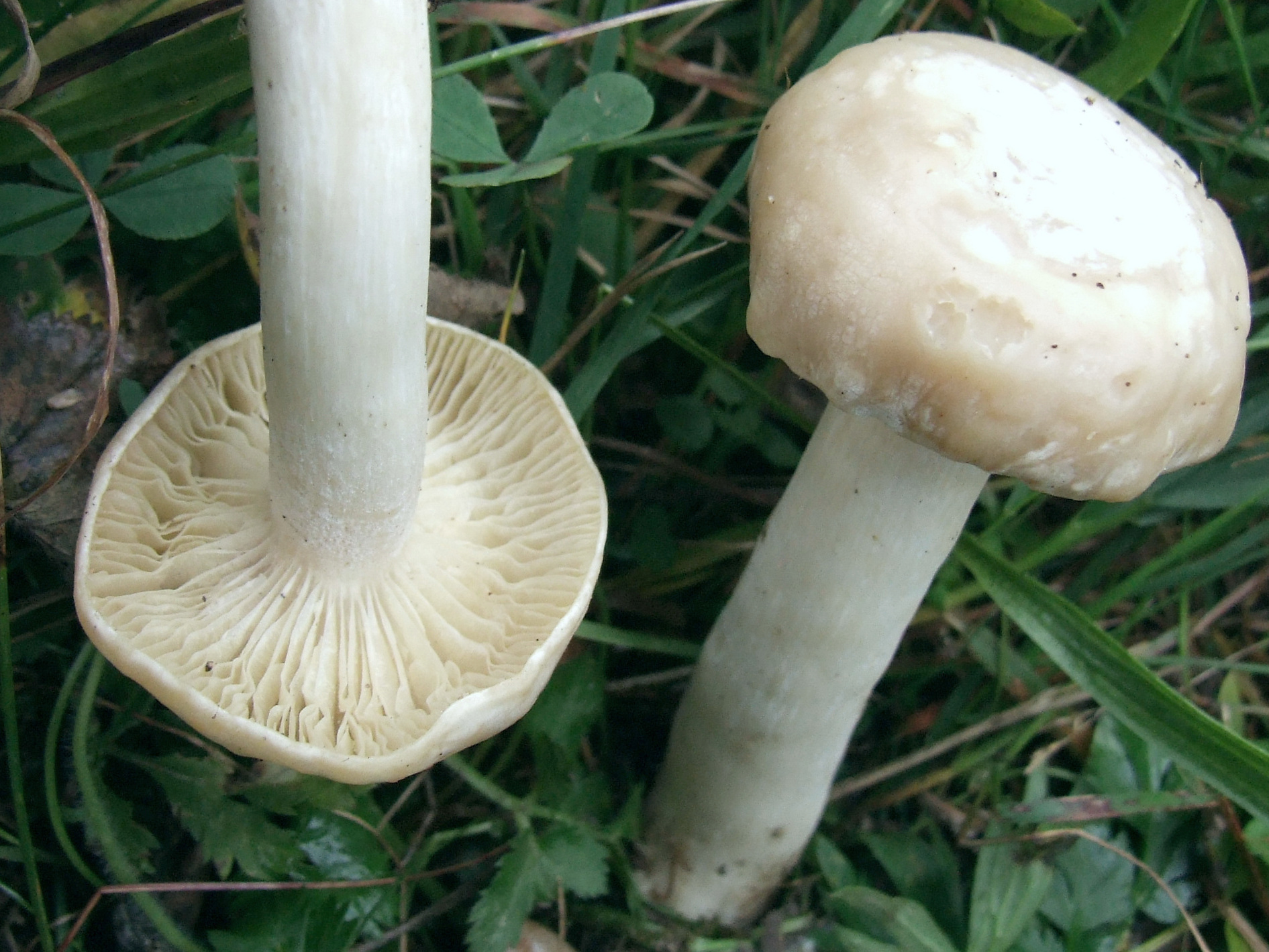

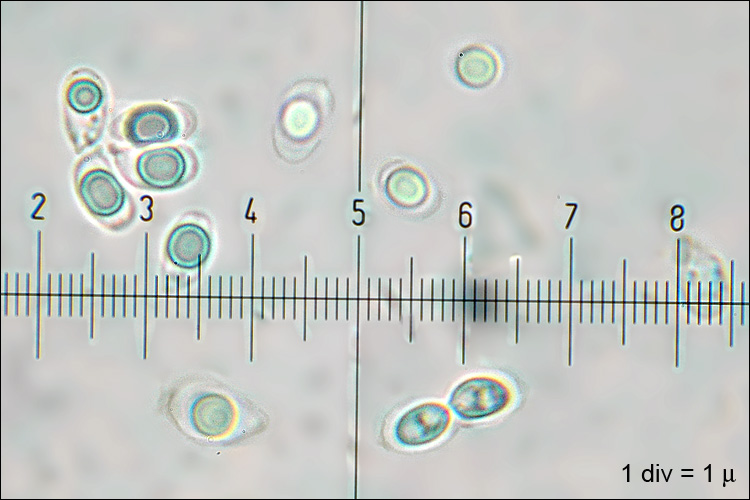
Zarodniki

Wodnicha biała (Hygrophorus eburneus (Bull.) Fr.) – gatunek grzybów z rodziny wodnichowatych (Hygrophoraceae).

## Systematyka i nazewnictwo
Pozycja w klasyfikacji według Index Fungorum: Hygrophorus, Hygrophoraceae, Agaricales, Agaricomycetidae, Agaricomycetes, Agaricomycotina, Basidiomycota, Fungi.
Po raz pierwszy takson ten zdiagnozował w 1780 r. Jean Baptiste Bulliard nadając mu nazwę Agaricus eburneus. Obecną, uznaną przez Index Fungorum nazwę nadał mu w 1838 r. Elias Fries, przenosząc go do rodzaju Hygrophorus.
Synonimów naukowych ma kilkanaście. Niektóre z nich:

- Agaricus eburneus Bull. 1780
- Gymnopus eburneus (Bull.) Gray 1821
- Hygrophorus eburneus var. eburneus (Bull.) Fr.
- Limacium eburneum (Bull.) P. Kumm. 1871

Nazwę polską podał Stanisław Chełchowski w 1898 r. W polskim piśmiennictwie mykologicznym gatunek ten opisywany był też jako bedłka biała, bedłka słoniowokostna, ślimak biały.

## Morfologia
Kapelusz
Średnicy od 3 do 7 cm, młody – półkulisty, później wypukły do rozpostartego, brzeg długo podwinięty. Powierzchnię ma gładką, w warunkach wilgotnych silnie śluzowatą, w czasie suszy jedwabiście lśniącą. Kolor biały, później kości słoniowej, następnie kremowy.
Blaszki
Grube, dość rzadkie, zbiegające po trzonie, szerokość od 3 do 5 mm. Są zawsze czystobiałe.
Trzon
Wysokość od 4 do 11 cm, średnica od 5 do 12 mm, cylindryczny, zwężający się ku podstawie, mocno tkwiący w gruncie, pełny. Pod kapeluszem suchy i pokryty drobnymi łuskami i kosmkami. Jego powierzchnia jest śluzowata, kolor biały lub w odcieniu kości słoniowej.
Miąższ
W kapeluszu miękki, sprężysty i soczysty, w trzonie włóknisty. Jest biały i ma słaby smak i zapach. Nie zmienia barwy po uszkodzeniu.
Wysyp zarodników
Biały. Zarodniki elipsoidalne, o gładkiej powierzchni. Rozmiar 6-7 × 5μm.

## Występowanie i siedlisko
W Polsce gatunek dość częsty.
Rośnie pojedynczo lub w grupkach, w lasach liściastych i mieszanych, w parkach, starych alejach. Rośnie głównie pod bukami, rzadziej pod dębami. Nie lubi kwaśnych gleb. Rośnie również poza lasem – na pastwiskach i łąkach, szczególnie na glebach bogatych w wapń.

## Znaczenie
Grzyb mikoryzowy. Jest to grzyb jadalny, lecz niskiej jakości. W Polsce zazwyczaj nie jest zbierany.

## Gatunki podobne
Istnieje kilka gatunków wodnich o białym kolorze. Ich rozróżnienie jest trudne nawet dla grzyboznawców. Czasami niezbędne jest badanie mikroskopowe. Bardzo podobna jest np. wodnicha świerkowa (Hygrophorus piceae) rosnąca pod świerkami oraz kopułka śnieżna (Cuphophyllus virgineus), ale jest mniejszy i rośnie na łąkach.